# Sodenstich

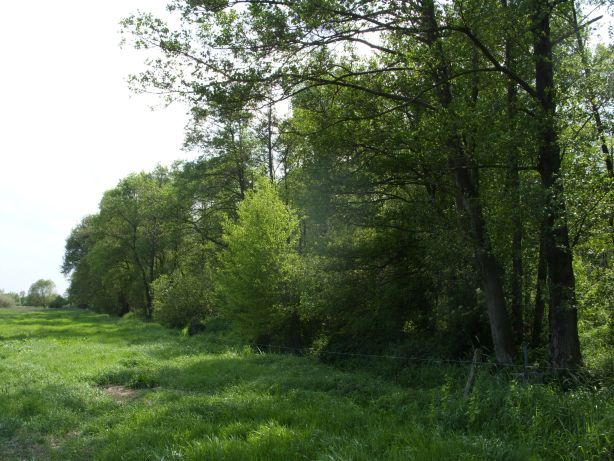
Sodenstich

Der Sodenstich ist ein ehemaliges Naturschutzgebiet im Ortsteil Borgfeld der Stadtgemeinde Bremen.
Das Naturschutzgebiet war 3,9 Hektar groß. Es stand seit dem 23. Juli 1939 unter Naturschutz und war damit das älteste Naturschutzgebiet in Bremen. Durch Verordnung vom 30. Mai 2015 wurde die Naturschutzgebietsverordnung aufgehoben und die Fläche in das Naturschutzgebiet „Borgfelder Wümmewiesen“ integriert.
Das ehemalige Naturschutzgebiet liegt nordöstlich von Borgfeld und südöstlich von Lilienthal am Rande des Naturschutzgebietes „Borgfelder Wümmewiesen“, an das es nach zwei Seiten angrenzt. Das Gebiet wird von einem Erlen-Birkenwald mit Kleingewässern geprägt.